# 亨利·霍布森·理查森
亨利·霍布森·理查森（英語：Henry Hobson Richardson；1838年9月29日—1886年4月27日）是一名著名美国建筑师，曾設計奥尔巴尼、水牛城、芝加哥、波士顿等城市的建築物，理查森罗曼式建築就是被他普及的建築風格命名。理查德森是「美國公認的建築三位一體」之一。